# LIVE!! ACT TULIP Vol.2
『LIVE ACT TULIP VOL.2』（ライヴ アクト チューリップ ボリューム2）は、チューリップのライブ・アルバム。1976年12月1日発売。

## 解説
1976年のツアーのうち、札幌の真駒内アリーナと福岡の九電記念体育館で行われたライブの一部を収録したアルバムである。
既に円熟期を迎えたチューリップによる、聴かせることを意識した演奏を感じることができる。
なお、九電記念体育館でのライブについては、2008年に『THE TULIP COMPLETE SINCE 1976』として本の付録という形で完全版が発売されたが入手困難となっている。2023年、リマスターし、写真集を付けた『ライブ!!アクト チューリップ 1976 HAKATA～チューリップがおるけん、博多たい』として発売された。

## 収録曲
SIDE 1
1. オープニング※『ハーモニー』をSE風にアレンジしたもの
  - 曲：財津和夫
2. 新しい地球を作れ
  - 詞／曲：財津和夫　ボーカル：財津和夫
3. あこがれ・花の東京
  - 詞／曲：財津和夫　ボーカル：財津和夫
4. 走れ!ムーン号
  - 詞／曲：上田雅利　ボーカル：上田雅利
5. 君のハナ毛は長い
  - 詞／曲：財津和夫　ボーカル：吉田彰
  - アマチュア時代の自主製作盤では『鼻毛の唄』とされていた楽曲で、当時のボーカルは財津が担当していたが、バンド内でのキャラクターに合わせてこのライブでは吉田が担当した。
6. ぼくがつくった愛のうた（いとしのEmily）
  - 詞／曲：財津和夫　ボーカル：姫野達也
7. 私の小さな人生
  - 詞／曲：財津和夫　ボーカル：財津和夫

SIDE 2
1. ここはどこ
  - 詞：安部俊幸／曲：姫野達也　ボーカル：姫野達也
2. 心を開いて
  - 詞／曲：財津和夫　ボーカル：財津和夫
3. MY BONNIE
  - 詞／曲：不詳　ボーカル：安部俊幸
  - イギリス民謡で、アマチュア時代のビートルズがバックバンドを務めた音源が有名でもある。
  - 2002年の再結成ツアーの前半では久々に演奏された。
4. IF I FELL
  - 詞／曲：Lennon-McCartney　ボーカル：財津和夫
5. 娘が嫁ぐ朝
  - 詞／曲：財津和夫　ボーカル：財津和夫
6. 都会
  - 詞／曲：財津和夫　ボーカル：財津和夫

SIDE 3
1. 甲子園
  - 詞：財津和夫／曲：チューリップ　ボーカル：チューリップ
  - 40周年記念でラジオの特番に出演した際、このライブアルバムに収録されていることも忘れていたためか、財津は「ライブ演奏したことがない」と発言し、安部とリスナーから指摘されていた。
2. メドレー
  1. 悲しきレイン・トレイン
    - 詞／曲：財津和夫　ボーカル：姫野達也

  2. 心の旅
    - 詞／曲：財津和夫　ボーカル：姫野達也

  3. 悲しみはいつも
    - 詞／曲：財津和夫　ボーカル：財津和夫

  4. 僕は陽気なのんき者
    - 詞／曲：財津和夫　ボーカル：財津和夫

  5. 笑顔を見せて
    - 詞／曲：財津和夫　ボーカル：財津和夫・姫野達也

SIDE 4
1. 風のメロディ
  - 詞：財津和夫／作曲：財津和夫・姫野達也　ボーカル：財津和夫・姫野達也
2. 人生ゲーム
  - 詞／曲：財津和夫　ボーカル：財津和夫
3. 青春の影
  - 詞／曲：財津和夫　ボーカル：財津和夫
4. DO YOU WANNA DANCE
  - 詞／曲：Bobby Freeman　ボーカル：姫野達也
  - 原曲は1958年のボビー・フリーマンのヒット曲。
5. 夢中さ君に
  - 詞／曲：財津和夫　ボーカル：財津和夫

## クレジット
LIVE!! ACT TULIP
CONCEPT PRODUTION STAFF
PRODUCTION SUPERVISOR -SHIRO NISHIDA
PRODUCER -EIJI OKADA（Musical Station）
ARTIST MANAGER -MASAYUKI SEO
MANAGER -MASASHI NISHIOKA

P.A. SOUND DIRECTOR -KYOSUKE HAYASHI（Open Road）
SOUND ENGINEER -MASARU MORISHITA・KYOJI HOTTA
LIGHTING PLAN & TECHNIC -MITSUMASA HAYASHI
LIGHT ENGINEER -MASAFUMI MIYASHITA
CUE CALLER -SHOICHI MIYAUCHI
STAGE COSTUME -Mrs. YOUNG – San
CONCERTPROMOTOR -JIN MANDA(Sapporo) SHUNJI UENO(Fukuoka)
SPECIAL THANKS TO STV & KBC RADIO STATIONs
STAG SWEEPER FOR OFFSTAGE -KAZUO ZAITSU
AND SINCERE THANKS TO ALL THE OTHER PEOPLE WHO HELPED, WHOSE NAMES, FOR SPACE REASONS, HAVE BEEN EXCLUDED HERE.